# ソラスーホ
ソラ スーホ（1989年9月26日 - ）は、日本のモデル、俳優。熊本県出身。ドーモ所属。

## 人物・来歴
- 特技は、茶道、着付け[1]。
- 普通免許、クレイセラピスト[1]
- 久米島紬大使[2]

## 出演

### CM
- AQUA 真っ直ぐドラム2.0 2024
- 日立ハイテク「ヘルスケアに新しい光を」編
- ダイキン うるさらX
- Expedia「いつものそとへ | Open Space」
- 楽天モバイル
- いすゞ自動車「運ぶ」が変われば「未来」が変わる編
- UNIQLO ヒートテック
- KUMEJIMA BLACK DRESS
- ダイソン
- レキットベンキーザー・ジャパン 薬用石鹸ミューズ「誰かを思う、その手のために。」篇
- ワコール「からだメンテする店頭」篇
- SOMPO ひまわり生命「家族の喜びの声」篇
- 久米島紬組合

### 広告
- グライド・エンタープライズ LuLuLun 10周年記念「あなたの顔が好きです。」篇
- The North Face
- 久米島紬組合
- Baby Kumon
- マツオインターナショナル NorieM snap
- 新日本製薬 パーフェクトワン
- UNIQLO「2024 FALL&WINTER COLLECTION」
- soeju
- papier
- me ISSEY MIYAKE
- 大丸・松坂屋百貨店[Another ADdress]
- uryya
- STYLEMIXE
- KAPITAL
- NAIFE
- oriens’tella

### ショー
- UNIQLO パフテック
- cry
- 横浜高島屋

### マガジン
- 小学館「美的」